# Khirbat Nasr al-Din
Khirbet Nasr al-Din (نصر الدين) était un petit village palestinien à 3 km au sud-ouest de Tibériade.
Ce village fait partie des centaines de villages arabes détruits et dépeuplés durant l'exode palestinien de 1948 par les milices sionistes ; 10 à 20 personnes ont été massacrées par la Haganah le 12 avril 1948.

## Géographie
Khirbet Nasr al-Din était un petit village arabe de Palestine ; situé sur une crête à 75 mètres au-dessus du niveau de la mer, il dominait le lac de Tibériade de près de 300 m de haut et la ville de Tibériade. Il était doté de plusieurs sources. Khirbet Nasr al-Din et le hameau voisin d’al-Manara relevaient d’une seule juridiction, avec 6797 dounams de territoire. Une route secondaire le reliait à la grande route vers Tibériade.
En 1944/45, sur les 6797 dounams du village, 4185 appartenaient à des Arabes, 1410 à des Juifs et 1202 étaient des terres publiques. 5555 étaient des terres cultivées dont 4172 en céréales. 

## Histoire
Des fouilles archéologiques ont montré que l’endroit était habité à la période hellénistique, et qu’une agglomération importante se trouvait là sous l’Empire romain, du IIe au IVe siècle.
Le nom de Khirbet Nasr al-Din vient d’un sanctuaire consacré au général ayyoubide Nasir al-Din, mort en combattant les croisés et enterré au nord du village, selon la tradition locale. Un kilomètre à l’ouest du village se trouve un autre sanctuaire, consacré à un autre combattant musulman mort dans les mêmes circonstances, cheikh al-Qaddumi, à Tall Ma'un.

### Mandat britannique
Au recensement de 1922 mené par les autorités britanniques, Khirbat Nasr al-Din avait 109 habitants, tous musulmans ; à celui de 1931, la population avait augmenté à 179 habitants, tous musulmans également.
Pendant le mandat britannique en Palestine, les maisons du village étaient dispersées sur un axe nord-sud, sans organisation particulière.
Dans les statistiques de Village de 1944/1045, la population était passée à 90 musulmans ; avec le village d’al-Manara, la surface était de 4185 dounams, dont 4172 dounams cultivés en céréales, 13 classés comme terrains construits.

### Guerre de 1948 et destruction
Le 11 ou le 12 avril 1948, dans le sillage du massacre de Deir Yassin, une compagnie du 12e bataillon de la brigade Golani s’empare de Khirbat Nasr al-Din pour couper Tibériade des principales villes arabes à l’ouest (Nazareth et Lubya) et ainsi démoraliser la population assiégée,. L’escarmouche dure quatre heures, car la résistance locale est plus importante qu’attendue par la Haganah. Selon l’historien Saleh Abdel Jawad, 12 à 20 civils sont massacrés à la mitraillette et plusieurs maisons détruites à l’explosif ; les villageois se réfugient à Tibériade ou Lubya ; ceux réfugiés à Tibériade sont évacués à Lubya par l’armée britannique. Le rapport de la Haganah mentionne 22 Arabes tués, six blessés et trois prisonniers ce qui est confirmé par l’historien Nafez Nazzal qui mentionne plusieurs femmes tuées. Les maisons sont détruites à l’explosif, les maisons en terre incendiées. Parmi les morts dont le genre a été identifié, se trouvent sept hommes et une femme, et plusieurs enfants. La Haganah n’a que deux blessés.
La prise et le massacre de Khirbat Nasr al-Din est un facteur décisif de la fuite des Arabes de Tibériade et un facteur de démoralisation supplémentaire pour les forces arabes. L’historien Benny Morris signale que des Arabes ont appelé cette attaque un « deuxième Deir Yassin », en référence au massacre de Deir Yassin qui avait reçu une grande publicité Toutes les maisons ont été détruites, et les habitants qui étaient encore là le 23 avril ont été expulsés.
Actuellement, le site du village est recouvert par un quartier de Tibériade, et les terres sont utilisées comme pâturages. En 1998, le nombre de réfugiés descendant des habitants de Khirbat Nasr al-Din est estimé à 4132.